# کریستوف آرنولد (اخترشناس)
کریستوف آرنولد (انگلیسی: Christoph Arnold; ۱۷ دسامبر ۱۶۵۰ – ۱۵ آوریل ۱۶۹۵) یک کشاورز و اخترشناس اهل آلمان بود.

## زندگی
آرنولد در سامرفلد در نزدیکی لایپزیگ متولد شد و از نظر شغلی یک کشاورز بود. او که به نجوم علاقه‌مند بود، دنباله دار بزرگ سال ۱۶۸۳، هشت روز قبل از هولیوس را مشاهده کرد. او همچنین دنباله‌دار بزرگ‌سال ۱۶۸۶ را مشاهده کرد. در سال ۱۶۸۶، کرچ به لایپزیگ رفت. در آنجا، او دنباله‌دار بزرگ‌سال ۱۶۸۶ را همراه با گوتفرید کرچ مشاهده کرد. در آنجا، کیرچ با همسر دوم خود،  ماریا مارگاره وینکلمن (۱۶۷۰–۱۷۲۰)، که در واقع نجوم را از آرنولد آموخته بود، ملاقات کرد.
آرنولد گذر  عطارد] را از برابر خورشید در ۱۳ اکتبر ۱۶۹۰ مشاهده کرد. برای این کار، او مقداری کمک نقدی و معافیت مالیاتی از شهر لایپزیگ دریافت کرد. او نویسنده "Göttliche Gnadenzeichen, in einem Sonnenwunder vor Augen gestellt" (لایپزیگ، ۱۶۹۲) بود که حاوی گزارشی از گذر  عطارد در ۱۶۹۰ است. وی در لایپزیگ درگذشت.